# Capo Henry
Il Capo Henry (in inglese Cape Henry) è un capo sito sull'Atlantico lungo le coste della Virginia nella città di Virginia Beach. Esso è il punto più meridionale della Chesapeake Bay.
Prese il nome dal figlio del re Giacomo I d'Inghilterra nel 1607. Insieme a Cape Charles forma i Capi Virginia.

## Storia
Capo Henry venne così denominato nel 1607 in onore di Enrico Federico Stuart, figlio maggiore di re Giacomo I d'Inghilterra, dai componenti di una spedizione, della London Company proprietaria della Virginia Company, comandata dal capitano Christopher Newport. Dopo un anomalo viaggio di 144 giorni, fu il primo sbarco di coloni nel nuovo mondo, un evento che finì con l'essere denominato "il primo sbarco".
Il capitano Newport, con le sue tre navi, Susan Constant, Godspeed e Discovery, ed un gruppo di 104 uomini e ragazzi, esplorarono la costa e si stabilirono a Jamestown, che divenne il primo insediamento permanente in Nord America.
Nel 1792 venne edificato sul capo il faro di Capo Henry, primo faro ad essere approvato e finanziato dal neo-costituito governo degli Stati Uniti. Il faro originale restò in funzione fino al 1881, quando venne sostituito da una nuova struttura situata a 100 metri di distanza.